# Anders Sjöman
Anders Sjöman, född 1970, är en svensk företagsledare och kommunikationsexpert med inriktning på strategiskt historiebruk. Sedan 2025 är han verkställande direktör för arkiv- och näringslivsorganisationen Centrum för Näringslivshistoria.

## Karriär
Sjöman har en bakgrund inom kommunikation, affärsutveckling och historieberättande. Han började sin karriär som projektledare och webbutvecklingschef på EF Education i Boston och arbetade därefter som research associate vid Harvard Business Schools forskningscenter i Paris, där han bland annat skrev över 30 utbildningscases. Han har även varit kommunikationskonsult på byrån Springtime i Stockholm och kommunikationschef på den svenska video-on-demand-tjänsten Voddler. Under perioden 2011–2012 var han medlem i Digitaliseringsrådet under dåvarande IT-minister Anna-Karin Hatt.
År 2015 rekryterades han till Centrum för Näringslivshistoria som kommunikationschef och ansvarig för kundprojekt. Han har där lett arbetet med så kallad "history marketing", där företags historia används som en strategisk tillgång. I mars 2025 utsågs han till ny vd för Centrum för Näringslivshistoria, efter Alexander Husebye som lett organisationen i nästan tre decennier.

## Utbildning
Anders Sjöman har en civilekonomexamen från Handelshögskolan i Stockholm.